# Huanghuacheng
Huanghuacheng (黃花城) est un village de la ville de Jiuduhe, dans le district de Huairou au nord de la municipalité de Pékin. Il s'agit aussi d'une section de la Grande Muraille.